# (15512) Snyder
(15512) Snyder (1999 UK1) – planetoida z pasa głównego asteroid okrążająca Słońce w ciągu 5,31 lat w średniej odległości 3,04 j.a. Odkryta 18 października 1999 roku.